# Edmond Loza
Edmond Loza (ou Edmond Loca) est un footballeur français né le 28 décembre 1927 à Liévin et mort le 7 août 2000 à Bergerac.

## Carrière
Il joue notamment 17 matchs avec le CO Roubaix-Tourcoing en Division 1, en 1948-1949, puis 12 matchs pour le FC Nancy en 1949-1950, dans le même championnat. Il marque 9 buts : 6 avec le CORT, 3 avec le FC Nancy. Il poursuit ensuite sa carrière en deuxième division.